# 바람의 검심 (영화)
《바람의 검심》(るろうに剣心 루로우니 켄신[*])은 와츠키 노부히로에 의한 일본의 만화 〈바람의 검심 -메이지 검객낭만담- 검극현란〉을 원작으로 제작된 일본의 실사 영화이다. 주연은 사토 타케루. 감독은 오오토모 케이시. 제작·배급은 워너 브라더스 영화.
제1작 〈바람의 검심〉은 2011년 8월부터 촬영이 시작되어 2012년 8월 25일에 공개되었다.
2014년 제2작 〈바람의 검심 - 교토대화재편〉과 제3작 〈바람의 검심 - 전설의 최후편〉은 전·후편 2부작으로 각각 8월 1일, 9월 13일 에 연속 공개되었다.
2020년 원작의 인주편을 기반으로 한 최종장 2부작 〈바람의 검심 - 최종장 The Final〉과 〈바람의 검심 - 최종장 The Beginning〉은 각각 7월 3일 , 8월 7일부터 연속 공개 될 예정 이었지만, 신종 코로나 바이러스 감염 확대로 인해, 2021년 4월 23일과 6월 4일에 공개가 연기되었다.

## 바람의 검심
2012년 8월 25일 공개. 자신을 사칭해 세상을 위협하는 검객에 맞선 히무라 켄신이 결투에 나선다는 내용을 그리고 있다.

### 출연
- 히무라 켄신 - 사토 타케루
- 카미야 카오루 - 타케이 에미
- 우도 진에 - 킷카와 코지
- 타카니 메구미 - 아오이 유우
- 사가라 사노스케 - 아오키 무네타카
- 케인 - 아야노 고
- 이누이 반진 - 스도 겐키
- 묘진 야히코 - 다나카 다케토
- 우라무라 서장 - 사이토 요스케
- 세키하라 타에 - 히라타 가오루
- 산조 츠바메 - 나가노 메이
- 가아라·형 - 히라야마 유스케
- 가아라·동생 - 후카미 모토키
- 양장의 남자·코다마 - 혼다 다이스케
- 양장의 남자·키쿠치 - 오카모토 코타로
- 양장의 남자·미츠이 - 야마자키 쥰
- 베는 남자 - 우에샤 유우키
- 베게 되는 남자 - 쿠보타 마사타카
- 쿠보·남편 - 야시바 토시히로
- 쿠보·아내 - 아나미 아츠코
- 한의사 - 아리후쿠 마사시
- 미즈시마 - 오치아이 모토키
- 취조관 - 나가호리 타케토시
- 백의의 남자 - 마츠시마 료타
- 키요사토 아키라 - 쿠보타 마사타카
- 카츠라 코고로 - 미야카와 이치로우타
- 야마가타 - 오쿠다 에이지
- 유키시로 토모에 - 와타나베 나츠키
- 사이토 하지메 - 에구치 요스케
- 타케다 간류 - 카가와 테루유키

### 스태프
- 원작 - 와츠키 노부히로 〈바람의 검심 -메이지 검객낭만담- 검극현란〉 (슈에이샤 점프 코믹스 간)
- 감독 - 오오토모 케이시
- 각본 - 후지이 키요미 , 오오토모 케이시
- 음악 - 사토 나오키
- 제작 총지휘 - 윌리엄 아이아톤
- 제작 - 히사마츠 타케로, 하타나카 타츠로, 이바라키 마사히코, 다카하시 마코토, 나이토 오사무, 키타노 히로아키
- 제작자 - 이와이 히로요시
- 프로듀서 - 쿠보타 오사무
- 공동 프로듀서 - 히구치 마키히로, 에가와 토모
- 어소시에이트 프로듀서 - 마츠하시 신조
- 라인 프로듀서 - 히라노 코지
- 촬영 - 이시자카 타쿠로
- 조명 - 히라노 카츠토시
- 미술 - 하시모토 하지메
- 녹음 - 마시코 히로아키
- 편집 - 이마이 츠요시
- 액션 감독 - 타니가키 켄지
- 조감독 - 다나카 사토시
- 홍보 협력 - 덴츠
- 프로덕션 협력 - 록 웍스
- 제작사 - C&I 엔터테인먼트
- 배급 - 워너 브라더스 영화
- 제작 - 《바람의 검심》 제작위원회 (워너 브라더스 영화, 아뮤즈, 슈에이샤, KDDI, C&I 엔터테인먼트, Yahoo! JAPAN)

### 주제가
- 〈The Beginning〉
  - 노래 - ONE OK ROCK (A-Sketch)

### 흥행수입
최종 흥행 수입은 30.1억 엔. 일본 공개와 동시에 세계 64개국 2지역에서 배급·상영 결정. 일본 이외의 아시아 전역 최종 흥행 수입이 일본 영화 최초로 1억 엔 이상을 기록했다.

### 텔레비전 방송
| 횟수 | 방송사 | 프로그램명    | 방영일           | 방영시간    | 방영시간(분) | 시청률 |
| ---- | ------ | ------------- | ---------------- | ----------- | ------------ | ------ |
| 1    | NTV    | 금요로드SHOW! | 2013년 7월 26일  | 21:00-22:54 | 114분        | 14.8%  |
| 2    | NTV    | 금요로드SHOW! | 2014년 8월 1일   | 21:00-23:24 | 144분        | 16.3%  |
| 3    | NTV    | 금요로드SHOW! | 2015년 10월 23일 | 21:00-22:54 | 114분        | 10.5%  |
| 4    | NTV    | 금요로드쇼    | 2021년 4월 30일  | 21:00-22:54 | 114분        | 12.0%  |

- 시청률은 비디오 리서치 조사, 관동 지역 · 세대 · 실시간.

### 수상 정보
- 제36회 일본 아카데미상
  - 신인 배우상 (타케이 에미)

- 제25회 닛칸 스포츠 영화 대상
  - 신인상 (타케이 에미)

- 제24회 야마지 후미코 영화상
  - 신인 여우상 (타케이 에미)

- 제1회 재팬 액션 어워드
  - 최고의 스턴트상 최우수상 (카미야 도장 습격 장면)
  - 최고의 액션 배우 최우수상 (사토 타케루)
  - 베스트 액션 작품상 최우수상
  - 베스트 액션 코디네이터 최우수상 (타니가키 켄지)

- 제30회 골든 글로스상
  - 특별 영화상

- 제37회 엘란도르상
  - 신인상 (타케이 에미)

## 바람의 검심 교토 대화재편 / 전설의 최후편
2014년 8월 1일 제2작 〈교토대화재편〉과 9월 13일 제3작 〈전설의 최후편〉이 연속 공개.

### 출연
- 히무라 켄신 - 사토 타케루
- 카미야 카오루 - 타케이 에미
- 시노모리 아오시 - 이세야 유스케
- 사가라 사노스케 - 아오키 무네타카
- 타카니 메구미 - 아오이 유우
- 세타 소지로 - 카미키 류노스케
- 오쿠보 도시미치 - 미야자와 카즈시
- 마키마치 미사오 - 츠치야 타오
- 묘진 야히코 - 오오야기 카이토
- 사도지마 호지 - 타키토 켄이치
- 사와게조 쵸우 - 미우라 료스케
- 유규잔 안지 - 마루야마 토모미
- 코마가타 유미 - 타카하시 메리준
- 카와지 토시유키 - 코이치 만타로
- 타카노 - 마시마 히데카즈
- 아라이 세이쿠 - 와타나베 다이
- 아라이 사쿠 - 나카무라 타츠야
- 우오누마 우스이 - 무라타 미츠
- 혼조 카마타리 - 야시키 히로코
- 카리야 헨야 - 하라 유우야
- 이완보 - 야마다 타카오
- 후지 - 야마구치 코타
- 사이즈치 - 시마즈 켄타로
- 쿠로조 - 코쿠 죠지
- 하쿠조 - 사토 시게루
- 마수가미 - 에다 유카
- 오미 온나 - 벳푸 아유미
- 아라이 아즈사 - 니시하라 아키
- 아라이 이오리 - 하스누마 세이키, 호소카와 유라쿠타
- 미시마 에이지 - 타바타 에이
- 미시마 에이치 - 후치가미 야스시
- 오키나 (카시와자키 넨지) - 다나카 민
- 키요사토 아키라 - 쿠보타 마사타카
- 부하 - 키타다이 타카시
- 수수께끼의 남자 - 후쿠야마 마사하루
- 사이토 하지메 - 에구치 요스케
- 시시오 신지츠 -  후지와라 타츠야

### 스태프
- 원작 - 와츠키 노부히로 〈바람의 검심 -메이지 검객낭만담- 검극현란〉 (슈에이샤 점프 코믹스 간)
- 감독 - 오오토모 케이시
- 각본 - 후지이 키요미 , 오오토모 케이시
- 음악 - 사토 나오키
- 제작 총지휘 - 윌리엄 아이아톤
- 제작 - 우에키 노리야스, 하타나카 타츠로, 이바라키 마사히코, 다카하시 마코토, 미야모토 나오토
- 제작자 - 이와이 히로요시
- 프로듀서 - 후쿠시마 사토시
- 촬영 - 이시자카 타쿠로
- 조명 - 히라노 카츠토시
- 미술 - 하시모토 하지메
- 녹음 - 마시코 히로아키, 하스다 토모카즈
- 편집 - 이마이 츠요시
- 스크립터 - 카와시마 준코
- 액션 감독 - 타니가키 켄지
- 조감독 - 다나카 사토시
- 촬영 지원 - 야마가타현, 구마모토현
- 스튜디오 - 도에이 교토 촬영소 , 도호 스튜디오
- 배급 - 워너 브라더스 영화
- 제작 - 《바람의 검심 교토 대화재 편 / 전설의 최후 편》 제작위원회 (워너 브라더스 영화, 아뮤즈, 슈에이샤, KDDI, GYAO)

### 주제가
교토 대화재편
- 〈Mighty Long Fall〉
  - 노래 - ONE OK ROCK (A-Sketch)

전설의 최후편
- 〈Heartache〉
  - 노래 - ONE OK ROCK (A-Sketch)

### 텔레비전 방송
| 횟수 | 방송사 | 프로그램명    | 방영일           | 방영시간    | 작품명        | 방영시간(분) | 시청률 |
| ---- | ------ | ------------- | ---------------- | ----------- | ------------- | ------------ | ------ |
| 1    | NTV    | 금요로드SHOW! | 2015년 10월 30일 | 21:00-23:44 | 교토 대화재편 | 164분        | 14.3%  |
| 1    | NTV    | 금요로드SHOW! | 2015년 11월 6일  | 19:56-22:54 | 전설의 최후편 | 178분        | 12.3%  |
| ２   | NTV    | 금요로드SHOW! | 2018년 3월 30일  | 21:10-23:04 | 교토 대화재편 | 114분        | 6.0%   |
| ２   | NTV    | 금요로드SHOW! | 2018년4월 6일    | 21:00-22:54 | 전설의 최후편 | 114분        | 7.9%   |

- 시청률은 비디오 리서치 조사, 관동 지역 · 세대 · 실시간.

### 수상 정보
- 제18회 판타지아 영화제
  - 관객상[1]

- 제38회 일본 아카데미상
  - 화제상 (작품 부문)

- 제27회 닛칸 스포츠 영화 대상
  - 이시하라 유지로상

- 제69회 마이니치 영화 콩쿠르
  - TSUTAYA 영화팬상 일본 영화 부문[2]

- 제3회 재팬 액션 어워드
  - 최고의 액션 장면상
  - 베스트 액션 감독상 (타니가키 켄지)
  - 베스트 액션 작품상 (MVP)
  - 베스트 액션 남우주연상 (사토 타케루)[3]
  - 최고의 액션 배우상 (타케이 에미, 츠치야 타오)
  - 제34회 후지모토 상
  - 특별상

- 제32회 골든 글로스상
  - 우수 은상

## 바람의 검심 최종장 더 파이널 / 더 비기닝
2021년 4월 23일 시리즈의 마지막이 되는 〈최종장 The Final〉과 6월 4일 〈The Beginning〉이 연속 공개.

### 줄거리
세상을 뒤흔들 반란을 계획하고 있는 절대악 시시오와 그의 부하 십본도를 저지하기 위해 교토까지 온 히무라 켄신. 시시오 일당에 맞서던 켄신은 유일한 무기였던 역날검마저 쓸 수 없게 되면서 궁지에 몰리게 된다. 하지만 그는 부러진 역날검을 들고 시시오와의 마지막 결전을 앞둔다.

### 출연 (The Final)
- 히무라 켄신 - 사토 타케루
- 카미야 카오루 - 타케이 에미
- 유키시로 에니시 - 아라타 마켄유
- 사가라 사노스케 - 아오키 무네타카
- 타카니 메구미 - 아오이 유우
- 시노모리 아오시 - 이세야 유스케
- 마키마치 미사오 - 츠치야 타오
- 사와게조 쵸우 - 미우라 료스케
- 쿠레 쿠로보시 - 오토오 타쿠마
- 묘진 야히코 - 오니시 리쿠
- 마에카와 미유아치 - 나카하라 타케오
- 우라무라 서장 - 츠루미 싱고
- 우라무라 서장의 딸 - 오노 카린
- 카와지 토시요시 - 코이치 만타로
- 쿠지라나 미효고 - 아베 신노스케
- 오토와 효고 - 야니기 슌타로
- 켄텐 몬 - 조이
- 야츠메 뮤묘이 - 나리타 에이키
- 시보시 - 나카무라 유우시
- 유키시로 에니시 (어린 시절) - 아라키 토와
- 세키하라 타에 - 히라타 카오루
- 산죠 츠바메 - 카키하라 린카
- 쿠로조 - 코쿠 죠지
- 시키조 - 테이 류신
- 스님 - 토다 마사히로
- 마에 도장의 문하생 - 카사마츠 마사우
- 키요사토 아키라 - 쿠보타 마사타카 (회상)
- 아라이 세이쿠 - 와타나베 다이 (회상)
- 히코세이 쥬로 - 후쿠야마 마사하루 (회상)
- 세타 소지로 - 카미키 류노스케
- 타츠미 - 키타무라 카즈키
- 유키시로 토모에 - 아리무라 카스미
- 사이토 하지메 - 에구치 요스케

### 출연 (The Beginning)
- 히무라 켄신 - 사토 타케루
- 유키시로 토모에 - 아리무라 카스미
- 카츠라 코고로 - 타카하시 잇세이
- 오키타 소지 - 무라카미 니지로
- 다카스기 신사쿠 - 안도 마사노부
- 이즈카 - 오니시 시마
- 카타카이 - 이케우치 만사쿠
- 곤도 이사미 - 후지모토 타카히로
- 히지카타 도시죠 - 와다 소코
- 아라이 세이쿠 - 나카무라 타츠야
- 유키시로 에니시 - 아라키 토와
- 키요사토 아키라 - 쿠보타 마사타카
- 카츠이 타카시 - 다카스기 코오
- 히라타 - 타카하시 츠토무
- 이쿠마츠 - 홋타 마유
- 모치즈키 카메야타 - 이시다 호시
- 후루타카 슌타로 - 오니 타케시
- 코하기야 여장군 - 와타나베 마키코
- 무라카미 - 오쿠노 에이타
- 나카죠 - 히라노 카나리
- 카쿠다 - 이치노세 와타루
- 야츠메 뮤묘이 - 나리타 에이키
- 에세지사 - 노나카 타카미츠, 마츠자와 타케시
- 타츠미 - 키타무라 카즈키
- 사이토 하지메 - 에구치 요스케

### 스태프
- 원작 - 와츠키 노부히로 〈바람의 검심 -메이지 검객낭만담- 검극현란〉 (슈에이샤 점프 코믹스 간)
- 감독 - 오오토모 케이시
- 각본 - 후지이 키요미 , 오오토모 케이시
- 음악 - 사토 나오키
- 제작 총지휘 - 윌리엄 아이아톤
- 제작 - 다카하시 마사요시, 이케다 히로유키, 치바 노부히로, 헤이지 요시히사, 모리타 케이, 다나카 유스케
- 제작자 - 이와이 히로요시
- 프로듀서 - 후쿠시마 사토시
- 액션 감독 - 타니가키 켄지
- 촬영 - 이시자카 타쿠로
- 조명 - 히라노 카츠토시
- 미술 - 하시모토 하지메
- 녹음 - 유와키 히사오
- 편집 - 이마이 츠요시
- 어소시에이트 프로듀서 - 후지타 다이스케
- 라인 프로듀서 - 슈자키 케이조
- 제작 담당 - 무라마츠 다이스케
- 조감독 - 다나카 사토시, 나가오 라쿠
- 제작·배급 - 워너 브라더스 영화
- 제작 - 《바람의 검심》 제작위원회 (워너 브라더스 영화, 아뮤즈, 슈에이샤, KDDI, GYAO)

### 주제가
The Final
- 〈Renegades〉
  - 노래 - ONE OK ROCK (A-Sketch)

The Beginning
- 〈Broken Heart of Gold〉
  - 노래 - ONE OK ROCK (A-Sketch)

## 주요 배우와 등장 인물 목록
| 캐릭터          | 바람의 검심         | 교토 대화재편     | 전설의 최후편     | The Final       | The Beginning   |
| --------------- | ------------------- | ----------------- | ----------------- | --------------- | --------------- |
| 히무라 켄신     | 사토 타케루         | 사토 타케루       | 사토 타케루       | 사토 타케루     | 사토 타케루     |
| 가미야 가오루   | 타케이 에미         | 타케이 에미       | 타케이 에미       | 타케이 에미     |                 |
| 사가라 사노스케 | 아오키 무네타카     | 아오키 무네타카   | 아오키 무네타카   | 아오키 무네타카 |                 |
| 다카니 메구미   | 아오이 유우         | 아오이 유우       | 아오이 유우       | 아오이 유우     |                 |
| 묘진 야히코     | 다나카 다케토       | 오오야기 카이토   | 오오야기 카이토   | 오니시 리쿠     |                 |
| 사이토 하지메   | 에구치 요스케       | 에구치 요스케     | 에구치 요스케     | 에구치 요스케   | 에구치 요스케   |
| 우도 진에       | 킷카와 코지         |                   |                   |                 |                 |
| 가쓰라 고고로   | 미야카와 이치로우타 |                   |                   |                 | 다카하시 잇세이 |
| 다케다 간류     | 카가와 테루유키     |                   |                   |                 |                 |
| 시노모리 아오시 |                     | 이세야 유스케     | 이세야 유스케     | 이세야 유스케   |                 |
| 세타 소지로     |                     | 카미키 류노스케   | 카미키 류노스케   | 카미키 류노스케 |                 |
| 마키마치 미사오 |                     | 츠치야 타오       | 츠치야 타오       | 츠치야 타오     |                 |
| 사와게조 쵸우   |                     | 미우라 료스케     |                   | 미우라 료스케   |                 |
| 히코세이 쥬로   |                     | 후쿠야마 마사하루 | 후쿠야마 마사하루 |                 |                 |
| 시시오 마코토   |                     | 후지와라 타츠야   | 후지와라 타츠야   |                 |                 |
| 오쿠보 도시미치 |                     | 미야자와 카즈후미 |                   |                 |                 |
| 이토 히로부미   |                     |                   | 오자와 유키요시   |                 |                 |
| 유키시로 에니시 |                     |                   |                   | 아라타 마켄유   | 토와 아라키     |
| 쿠레 쿠로보시   |                     |                   |                   | 오토오 타쿠마   |                 |
| 타츠미          |                     |                   |                   | 키타무라 카즈키 | 키타무라 카즈키 |
| 유키시로 토모에 | 와타나베 나츠키     |                   |                   | 아리무라 카스미 | 아리무라 카스미 |

## Blu-ray / DVD
발매·판매원은 아뮤즈 소프트 엔터테인먼트. 제1작은 2012년 12월 26일 제2작 〈교토 대화재편〉은 2014년 12월 17일 제3작〈전설의 최후편〉과 시리즈 세 작품을 수록한 수량 한정 생산 컴플리트 Blu-ray BOX는 2015년 1월 21일 발매.

### 내용주
1. ↑  뒷모습만 등장으로 크레딧에 캐릭터 이름을 기재하지 않음

### 참조주
1. ↑  “판타지아 국제 영화제 : 사토 타케루 주연 「바람의 검심」이 관객상”. 《마이니치 신문》. 2014년 8월 11일. 2014년 8월 12일에 원본 문서에서 보존된 문서. 2014년 8월 11일에 확인함.
2. ↑  “69th (2014년)”. 《마이니치 영화 콩쿠르》. 마이니치 신문사. 2015년 1월 22일에 확인함.
3. ↑  “사토 타케루가 최고의 액션 배우! 「바람의 검심」액션 어워드 4관왕에 빛나는!”. 시네마투데이. 2013년 4월 20일. 2018년 5월 31일에 확인함.
4. ↑  와타나베 나츠키 Creators Community 보관됨 2016-04-01 - 웨이백 머신